# Эльберфельд

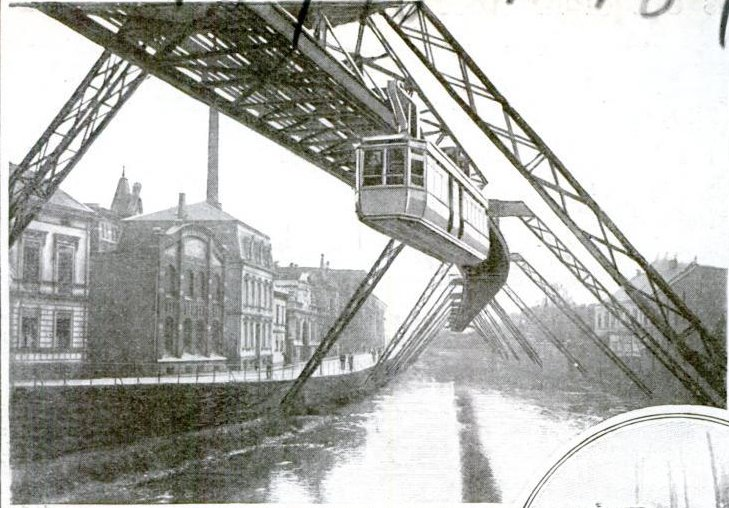
Подвесная железная дорога в Эльберфельде (фото 1921 года)

Эльберфельд (нем. Elberfeld) — муниципальный округ города Вупперталь в Германии; до 1929 года это был независимый город.

## История
Первое известное официальное упоминание географической области на берегах сегодняшней реки Вуппер как «Эльверфельде» (нем. Elberfeld) было сделано в документе 1161 года. Этимологически слово «эльвер» (нем. elver) происходит от старого нижненемецкого слова, означающего «река». Поэтому первоначальное значение «elverfelde» можно понимать как «поле на реке».
Статус самостоятельного города Эльверфельд получил в 1610 году.
В 1726 году Элиас Эллер и пастор Дэниел Шлейермахер основали здесь Филадельфийское общество.
В 1826 году немецкий промышленник и политик Фридрих Вильгельм Гаркорт построил в Эльберфельде первую в мире подвесную железную дорогу.
В 1888 году район Зоннборн (нем. Sonnborn) был включён в состав Эльберфельда.
В 1929 году путём слияния городов Эльберфельд, Бармен, Ронсдорф, Кроненберг, Фовинкель, Лангерфельд и Байенбург был образован город Бармен-Эльберфельд. В том же году объединенная городская администрация голосованием членов совета решила переименовать вновь созданный город в Вупперталь. Это решение вступило в силу 25 января 1930 года.